# Michael Ninn
Michael Ninn (* 1951 in den USA) ist ein US-amerikanischer Pornofilmregisseur, Filmregisseur, Filmproduzent, Drehbuchautor und Art Director.

## Leben
Er gilt neben Andrew Blake als Hochglanz-Stylist des Pornofilms und hat den modernen Pornofilm im Zeitalter der digitalen Technik weiterentwickelt. Seine ersten Pornofilme Two Sisters und Principles of Lust drehte er 1992. Davor arbeitete er als Art Director für eine New Yorker Werbefirma. Er führte Regie bei Musikvideos für Capitol Records und zog mit 21 Jahren an die amerikanische Westküste, wo er sich als Fernsehregisseur versuchte.
Ab 1993 arbeitete er für die Firma VCA. 1994 gelang Ninn der kommerzielle wie künstlerische Durchbruch mit Sex. Ein Jahr später folgte der ähnlich erfolgreiche Film Latex und bald darauf dessen preisgekrönte Fortsetzung Shock. Diese Hightech-Trilogie revolutionierte den Glamour-Pornofilm der 90er und setzte einen neuen Standard für alle kommenden Filmproduktionen in den 90er Jahren. Ninns hochstilisierte Filme zeichnen sich durch hohe visuelle Kunst, Kreativität und Ästhetik aus und sind oft mit Computeranimationen aufgepeppt und mit sehr hübschen Models (Wanda Curtis, Angel Cassidy, Michelle Wild) besetzt.
1997 konnte Ninn mit dem Werk New Wave Hookers 5 einen weiteren Meilenstein der Porno-Geschichte setzen. Ninn ist Mitglied der AVN Hall of Fame und der XRCO Hall of Fame. 2005 erschien die Filmreihe Neo Pornographia, in denen Ninn extremere Szenen zeigt.
2003 gründete Ninn seine eigene Produktions- und Vertriebsgesellschaft Ninn Worx. Mitte 2007 schloss sich Michael Ninn mit der Firma Spearmint Rhino zu NinnWorx_SR zusammen. Im Juni 2008 gab Michael Ninn bekannt, dass er sich von Spearmint Rhino getrennt habe. Er plane eine neue Firma. Da er an seinem bisherigen Namen („Michael Ninn“) rechtlich keinen Anspruch mehr hat (der Name gehört nun Spearmint Rhino), nennt er seine neue Firma IMNINN.

## Filme (Auswahl)
- 1995: Latex
- 1995: Shock
- 1997: New Wave Hookers 5
- 1998: Cashmere
- 1999: Dark Garden
- 2003: In the Garden of Shadows
- 2005: Neo Pornographia
- 2006: Sacred Sin
- 2012: L’innocente (The Ingenuous) (zusammen mit Max Candy)

## Auszeichnungen
AVN Award
- 1995: "Best Film", "Best Group Scene" (Sex)
- 1996: "Best Director" (Latex)
- 1997: u. a. "Best Art Direction", "Best Editing – Video, "Best Director – Video" (alle Shock)[1]
- 2000: "Best DVD", "Best Special Effects" (beide Cashmere), "Best Video" (Dark Garden)
- 2003: "Best Special Effects" (Perfect)
- 2004: "Best Art Direction – Video", "Best All Sex Video" (beide Fetish-The Dreamscape)
- 2005: "Best Art Direction – Video" (In the Garden of Shadows), "Best Foreign All-Sex Release" (Lost Angels: Katsumi)

Hot d’Or
- 2000: "Best US Director" (Ritual)

XRCO Award
- 1995: "Director of the Year"